# Porphyrinia curvilinea
Porphyrinia curvilinea là một loài bướm đêm trong họ Noctuidae.